# 奇塔姆角
奇塔姆角（英語：Cape Cheetham），是南極洲的海岬，位於維多利亞地的彭內爾海岸，處於施圖林格山麓冰川東北端，由英國探險隊繪入地圖，現時由南極條約體系管理。